# Dècada del 1430 aC
La dècada del 1430 aC comprèn el període que va des de l'1 de gener del 1439 aC fins al 31 de desembre del 1430 aC.

## Esdeveniments
- Vers 1438 aC, mort de Tuthmosis III d'Egipte. El succeeix el seu fill Amenofis II.
- Vers 1436 aC, expedició egípcia a l'Orontes per la rebel·lió del país de Tahsi (o Tahas) a la vall superior del riu (al sud de Cadeix); les set tribus de la zona són derrotades
- Vers 1432 aC, revoltes a Ugarit, Alalakh, Iamkhad, Hamath i la regió de l'Eufrates, instigades segurament per Mitanni. Els egipcis aconsegueixen dominar Ugarit i Hamath però Alalakh, Iamkhad i la regió de l'Eufrates estrenyen la seva aliança amb Mitanni
- Vers 1430 aC, revoltes a Saraon (entre el mont Carmel i el riu Jarkon) i a Jezrael. Forces egípcies les sufoquen; alguns vassalls egipcis no aporten ajut a les forces del faraó, com Taanac a 7 km al sud.est de Meggido)
- Vers 1430 aC, mort de Sausatatar; Artatama I nou rei.

## Personatges destacats
- Sausatatar de Mitanni
- Amenofis II d'Egipte